# Акакий
Ака́кий (др.-греч. Ἀκακιος — «не делающий зла, кроткий, неплохой» от др.-греч. ἀ- — приставка со значением отсутствия, соответствует русской: «не-», «без-» + др.-греч. κακός — «злой, плохой») — мужское греческое имя.

### Христианские святые
- Акакий Веррийский (322—436) — епископ Верои в Сирии, христианский писатель, один из крупнейших церковных деятелей IV—V вв.
- Акакий Амидский — епископ Амида в 400—425 гг.
- Акакий Мелитинский — епископ, чудотворец. Боролся с несторианством на III Вселенском соборе
- Мученик Акакий — христианский святой
- Акакий Каппадокиянин — мученик, пострадавший при императоре Максимиане, один из Четырнадцати святых помощников
- Акакий (епископ Тверской) — святитель
- Акакий Синайский — преподобный

## Известные носители
- Акакий (Заклинский) (1836—1902) — епископ Русской православной церкви, епископ Енисейский и Красноярский.
- Акакий (Патриарх Константинопольский)
- Акакий (Станкович) (род. 1971) — предстоятель Сербской истинно православной церкви, епископ Утешительевский.
- Акакий — католикос-патриарх Церкви Востока (485—496).

## В искусстве
- Акакий Акакиевич Башмачкин — главный герой повести Н. В. Гоголя «Шинель».

## Именины
- Православные (даты даны по григорианскому календарю)[1]: 17 марта, 22 марта, 13 апреля, 25 апреля, 30 апреля, 14 мая, 20 мая, 1 июня, 20 июля, 10 августа, 12 сентября, 28 сентября, 13 октября, 6 ноября, 12 декабря